# Truth or Consequences (Új-Mexikó)
Truth or Consequences település az Amerikai Egyesült Államok Új-Mexikó államában, Sierra megyében, melynek megyeszékhelye is. Lakosainak száma 6052 fő (2020. április 1.).

## Népesség
A település népességének változása:

| 2010 | 6 475 |
| 2020 | 6 052 |